# Кечут
Кечут (вірм. Կեչուտ) — село в марзі Вайоц-Дзор, на півдні Вірменії. Село розташоване між містом Джермук і селом Гндеваз на лівому березі Кечутського водосховища, розташованого на річці Арпа. Введено в експлуатацію водогін Кечут — Азатек довжиною 65 км. Будівництво водогону Кечут — Азатек, вартість якого 2 млн доларів, здійснено на кошти, надані Агентством з розвитку сільського господарства. У результаті відпала необхідність у дев'яти помпових станціях, що заощадить близько 27 млн кВт·год електроенергії. Будується додаткова дорога уздовж лівого берега річки Арпи, яка пов'язує село з містом Джермук.
У 1960-х рр. почалося будівництво тунелю (довжина 49 км) з Арпи (поряд з селом Кечут), до озера Севан (поряд з селом Арцваніст). Під час будівництва була прокладена тимчасова вузькоколійна залізниця для будівництва тунелю.

## Видатні уродженці
- Абрамян Рафік Ашотович — історик, вірменознавець[8].